# Anagallis filifolia
Anagallis filifolia là một loài thực vật có hoa trong họ Anh thảo. Loài này được Engl. & Gilg mô tả khoa học đầu tiên năm 1903.